# (40410) Příhoda
(40410) Příhoda est un astéroïde de la ceinture principale.

## Description
(40410) Prihoda est un astéroïde de la ceinture principale. Il fut découvert le 4 septembre 1999 à l'Observatoire d'Ondřejov par Lenka Šarounová. Il présente une orbite caractérisée par un demi-grand axe de 3,00 UA, une excentricité de 0,07 et une inclinaison de 2,7° par rapport à l'écliptique.

## Compléments